# レコンキスタ

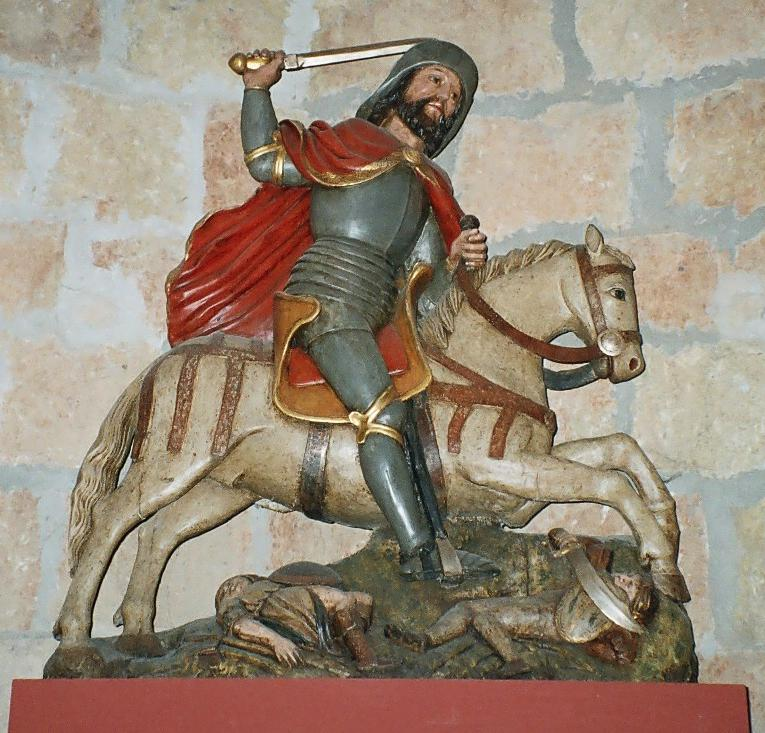
サンティアゴ・マタモーロス（モーロ人殺しの聖ヤコブ）。スペインの守護聖人、レコンキスタの象徴

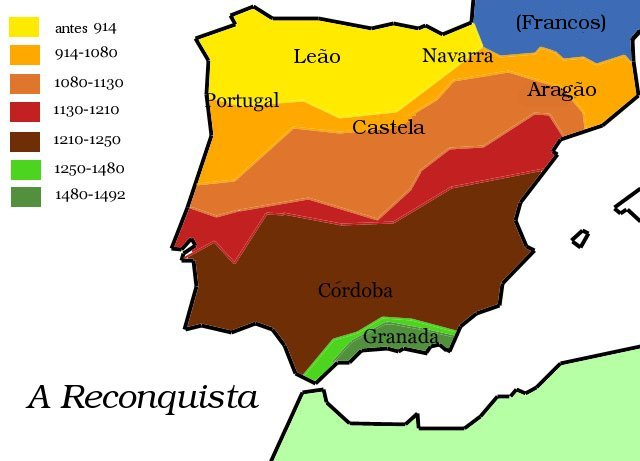
イスラーム勢力の後退（914年–1492年） イスラーム勢力はイベリア半島の南に押しやられていき、1492年にはすべての領土を失った

レコンキスタ（スペイン語: Reconquista）とは、定義にもよるが、おおむね、8世紀初頭から1492年のグラナダ開城まで、イベリア半島において展開されたキリスト教領域とイスラム教領域との抗争をいう（日本大百科全書参照）。
レコンキスタはスペイン語で「再征服」（re=再び、conquista=征服すること）を意味し、ポルトガル語では同綴で「ヘコンキスタ」という。日本語においては意訳で国土回復運動や、直訳で再征服運動とされることもある。
なお、この言葉は、同時代的には用いられておらず、16世紀にハプスブルク家とオスマン帝国との抗争を背景に生まれ、あるいは、19世紀に共有すべき過去を有する国民国家の形成に利するために作られた造語であるとされる。

## ムスリム勢力のイベリア侵攻
ムスリム勢力のウマイヤ朝が711年にイベリア半島へと侵入した。ここでは侵入前後からレコンキスタの開始、ウマイヤ朝の後継である後ウマイヤ朝滅亡までを見る。

### ウマイヤ朝の侵攻と西ゴート王国の滅亡
6世紀初頭、フランク王国との戦いに敗れ、国家の重心をイベリア半島へ移した西ゴート王国は、約1世紀をかけて半島全土を支配下におさめた。589年にキリスト教アリウス派からカトリックに改宗していた西ゴートは、イベリアのカトリック化を推進した。
一方、661年に建国されたイスラーム国家のウマイヤ朝は、積極的な拡張政策によって急速に勢力を拡大していた。8世紀初頭までに北アフリカの西端まで版図を広げていたウマイヤ朝は、710年、ジブラルタル海峡を越えてイベリア半島に上陸した。この時は一部の都市を襲撃しただけだったが、西ゴート側の抵抗が弱いのを知り、本格的な遠征軍を組織しはじめた。
翌711年、ターリク・イブン・ズィヤード率いる遠征軍がジブラルタル海峡を越えた。同年7月19日、ターリクはグアダレーテ河畔の戦いで西ゴート軍に壊滅的打撃を与え、国王のロドリーゴを戦死させた。王が死んだ西ゴートには後継者がおらず、その混乱に乗じてウマイヤ朝は支配領域を拡大していった。710年代の終わりまでに、ムスリム勢力はイベリア半島を北上し、カンタブリア山脈以北およびピレネー山脈以北までキリスト教勢力を追い詰めていった。この頃、イベリア半島南部はイスラムのアル・アンダルス（ヴァンダル人の地の意、アンダルシアの語源）と名前を変えた。
征服した土地では新たな統治が始まっていた。ウマイヤ朝はイベリア半島のキリスト教化を推進した西ゴート王国に比べて、宗教に寛容だった。ムスリムは被征服者に対して改宗を強制しなかったが、その代わりにジズヤ（人頭税）を要求した。ユダヤ教徒、キリスト教徒の区別なく、ジズヤを納めれば信仰を保持できた。ただし、ある種の社会的格差は存在しており、そのためにイスラム教に改宗するものが相次いだ。また、高額のジズヤが納められずに北部へ逃亡する者や、反乱に加わる者も少なくなかった。

### アストゥリアスの反乱と後ウマイヤ朝の建国

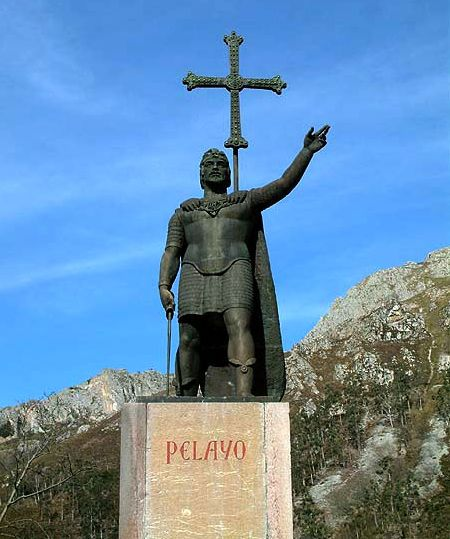
アストゥリアスのペラヨ

718年、西ゴート王国の貴族を称するペラヨが、アストゥリアス地方でキリスト教徒を率いて蜂起し、アストゥリアス王国を建国した。多くの史家はレコンキスタの開始をこの年に設定している。722年（あるいは718年、724年とも）、ペラヨはコバドンガの戦いに勝利し、イスラム勢力に対するキリスト教国家として初めての勝利を手にした。これは実際には小規模な戦いに過ぎなかったが、イベリア半島のキリスト教徒にとっては象徴的な初勝利であった。以降、アストゥリアスはレコンキスタの拠点となった。同じ頃、カンタブリアでも豪族のペドロ公がイスラム勢力を排除していた。両国は連携し、ペドロ公の息子のアルフォンソ1世は、ペラヨの娘と結婚した。間もなく両国は統合され、地盤を得たアストゥリアス王国は、徐々に南方への反攻を開始した。
732年、トゥール・ポワティエ間の戦いでフランク王国の宮宰カール・マルテルが勝利を収め、ムスリム勢力のピレネー以北への進出を阻止した。その後の751年にメロヴィング朝からカロリング朝へ代替わりすると、フランクは拡張政策に転換し、イベリア進出を狙い始めた。
一方、ウマイヤ朝は分裂の兆しを見せていた。広大な版図の各地で反乱が頻発していたが、ダマスカスのカリフは何ら有効な手立てを打てなかった。750年、サッファーフがウマイヤ朝を滅ぼし、新たにアッバース朝を興した（アッバース革命）。ウマイヤ朝の王族アブド・アッラフマーン1世はイベリア半島へ逃亡し、756年、コルドバで後ウマイヤ朝を建国した。ただし、アッバース朝のカリフに対する配慮から「コルドバのアミール」を称した。

### フランクの侵攻とイベリア北部の独立
後ウマイヤ朝の前途は多難だった。北方のキリスト教勢力、国内のアッバース朝支持者、さらに王位を狙う王族や貴族（ウマイヤ朝の遺臣）が、統治を不安定なものにしていた。このため、アブド・アッラフマーン1世は反抗的勢力を徹底的に弾圧した。しかし、この弾圧のために一部の反抗勢力がフランク王国に接近し、彼らのイベリアへの介入を招くこととなった。
778年、カール大帝率いるフランク軍は南下してサラゴサを包囲したが、本国での反乱の知らせに撤退を余儀なくされた。この時、追撃してきたバスク人との間にロンスヴォーの戦いが起こり、後にこの戦いで戦死したブルターニュ公ローラン（ルオドランドゥス）をモデルに「ローランの歌」が作られた。アブド・アッラフマーン1世は、この機会にパンプローナを攻略し、北部制圧の足がかりを作った。
785年からフランク王国は再度の攻勢に出た。ルートヴィヒ（ルイ）1世に率いられたフランク軍は地中海側から侵攻し、ジローナを攻略してスペイン攻略の橋頭堡とした。フランク軍はその後も南下を続け、801年にはバルセロナを攻略した。後ウマイヤ軍の迎撃によって間もなく侵攻は停止したが、獲得したバルセロナはその後のフランク軍の軍事拠点となった。865年、フランクはバルセロナ伯を置いて、カタルーニャを統治させた。しかし、カタルーニャはしだいにフランクと距離を置き始め、やがては完全な独立勢力となった。
一度は征服されたパンプローナだったが、地元の有力者イニゴ・アリスタが中心となり、まもなく反旗を翻した。イニゴ・アリスタは後ウマイヤ朝の鎮圧軍を撃退し、さらに手を伸ばしてきたフランク軍も撃退した。同じ頃、ハカでもアスナール・ガリンド1世がフランクの貴族を追い出していた。この2つの反乱によって、後ウマイヤ朝、フランク王国ともにこの地方に対する影響力は低下した。805年、アスナール・ガリンド1世がアラゴン伯領を興し、次いで824年、イニゴ・アリスタがナバーラ王国（パンプローナ王国）を興した。隣接する両国は当初から親密な関係を維持し、後の905年、サンチョ1世の代に婚姻を通じて統合した。

### レオン王国の建国とアブド・アッラフマーン3世の治世
たび重なるキリスト教勢力の侵攻もあり、9世紀半ばから、後ウマイヤ朝の支配体制は揺らぎ始めた。各地の総督や貴族が独立を画策し、キリスト教徒の反乱と相まって、鎮圧に精力を傾けなければならなかった。最も大規模な反乱はトレドで起こったもので、鎮圧するのに20年以上もかかった。
アストゥリアス王国は、この混乱に付け込んで徐々に版図を広げていき、10世紀初頭までにドゥエロ川以北を支配下におさめた。914年、ガルシア1世の代にレオンへ遷都し、レオン王国（レオン・アストゥリアス王国）へ改名した。
912年、アブド・アッラフマーン3世が即位すると、後ウマイヤ朝の統治能力は回復し始めた。アブド・アッラフマーン3世は、反抗的勢力やキリスト教勢力を抑えて国内の安定を図り、同時に内政にも力を注いだ。彼の統治下でアル・アンダルスの経済は飛躍的に発展した。後ウマイヤ朝の最盛期はこの時期とされている。
この頃、北アフリカでファーティマ朝が興り、その指導者はカリフを自称していた。これに対抗するように、アブド・アッラフマーン3世はそれまでのアミールから、「コルドバのカリフ」を称するようになった。アブド・アッラフマーン3世は、ジブラルタル海峡を越えてモロッコへ兵を派遣し、ファーティマ朝との戦いを開始した。

932年、アブド・アッラフマーン3世は、キリスト教勢力を打倒するため、自ら軍を率いて北上した。後ウマイヤ軍は北部の諸都市を攻撃し、937年には主要都市であるサラゴサを攻略した。レオン、ナバーラ、カスティーリャを中心とするキリスト教勢力、およびムスリムの反乱勢力は、この非常事態に団結した。939年、連合軍はシマンカスの戦いで後ウマイヤ軍を破った。アブド・アッラフマーン3世はコルドバまで敗走した。
以降、アブド・アッラフマーン3世の関心は主に北アフリカに向けられるようになった。後ウマイヤ朝は、一時はモロッコの過半を制圧するが、次第にファーティマ朝が勢力を盛り返し、963年にはセウタを保持するのみとなった。遠征に失敗した後ウマイヤ朝は、再びイベリア半島に視線を戻した。

### カスティーリャ伯領の設置とマンスールの台頭
レオン王国の最前線となる東部地域は、すでに9世紀初頭には「城」を意味するカスティーリャの名で呼ばれていた。932年、後ウマイヤ朝の北上に対抗させるため、レオン王国はこの地域を統合してカスティーリャ伯領を設置し、フェルナン・ゴンサレスをカスティーリャ伯とした。しかし、カスティーリャは次第に独立色を強めていき、やがてレオン王国を乗っ取ろうとするようになった。
951年、フェルナン・ゴンサレスはレオンの王位を要求し、カスティーリャとレオン王国の間に戦端が開かれた。958年、レオン王のサンチョ1世はカスティーリャ軍によって国を追われた。サンチョ1世は後ウマイヤ朝に通じ、王位復帰後の臣従と領土の割譲を約束して、援軍を引き出すことに成功した。960年、レオンの王位に復帰したサンチョ1世は、後ウマイヤ朝との約束を全て無視した。北アフリカ戦線が停滞していた後ウマイヤ朝は、これを機に主攻をイベリア戦線に切り替えた。キリスト教勢力は連合を結び、シマンカスの戦いの再現を狙った。しかし、北アフリカとの二正面で作戦していた前回と違い、後ウマイヤ軍は戦力を集中させていた。連合軍は大敗し、一時はバルセロナやパンプローナまで危機に陥った。劣勢となった連合は講和を願い出た。後ウマイヤ朝は貢納と引き換えに講和を了承した。
976年、ヒシャーム2世が即位した。彼は未成年だったため、筆頭大臣のムハンマド・イブン・アビー・アーミル（後に通称マンスール）が後見した。すると彼の権勢に対抗するガーリブが謀反し、カスティーリャと連携を結んだ。マンスールは直ちに討伐の軍を起こし、ガーリブを破って敗死させ、その勢いでカスティーリャに侵攻した。キリスト教勢力は再び連合を組んで対抗しようとしたが、マンスールの巧妙な戦略にまるで抗することができなかった。マンスールの攻勢はイベリア半島全土におよび、バルセロナ、パンプローナ、ポルトといった主要都市まで侵攻した。キリスト教勢力は完膚なきまでに敗北し、ことごとく後ウマイヤ朝に臣従を誓った。ナバーラ王国のサンチョ2世はムハンマドに娘を差し出した。この一連の勝利によって、マンスールはアル・マンスール・ビッラー（神によって勝利する者）を称した。

### 後ウマイヤ朝の滅亡とタイファ時代の開幕
1002年にマンスールが死亡してから10年もたたないうちに、後ウマイヤ朝は衰退を始めた。筆頭大臣となったムハンマドの子のサンチュエロ（母はナバーラ王の娘）は、カリフの後継者を自称し、また被差別民だったベルベル人を優遇したために、多くの勢力から反感を買った。1008年、コルドバでクーデターが発生し、サンチュエロは殺され、ヒシャーム2世は退位させられた。この時、ムハンマド2世とスライマーンという2人のカリフが擁立され、なし崩し的に内乱状態に突入した。
コルドバを中心としたイベリア南部を領有するムハンマド2世と違い、スライマーンには地盤がなかった。そこで彼はカスティーリャに支援を要請し、その兵力でコルドバを攻略することに成功した。しかし、これが先例となり、各地で勃興した反乱者は北部のキリスト教勢力を内乱に引き込み始めた。内乱はますます激化し、カリフの存在は何の意味も持たなくなった。1031年、ヒシャーム3世が廃され、ついに後ウマイヤ朝は滅亡した。イベリア半島全土はタイファと呼ばれるイスラームの小国が並び立つこととなった。セビリャ、サラゴサ、トレード、グラナダ、バダホスといった主要なタイファが後ウマイヤ朝の遺領を分割し、彼らは互いに支配権をめぐって争った。

## キリスト教勢力の南進
1031年の後ウマイヤ朝滅亡後、イスラーム勢力は分裂し、キリスト教勢力は失地回復を進めていった。グラナダのナスル朝を除いてイスラーム勢力が消滅した1251年までをみる。

### カスティーリャ王国の内紛と興隆

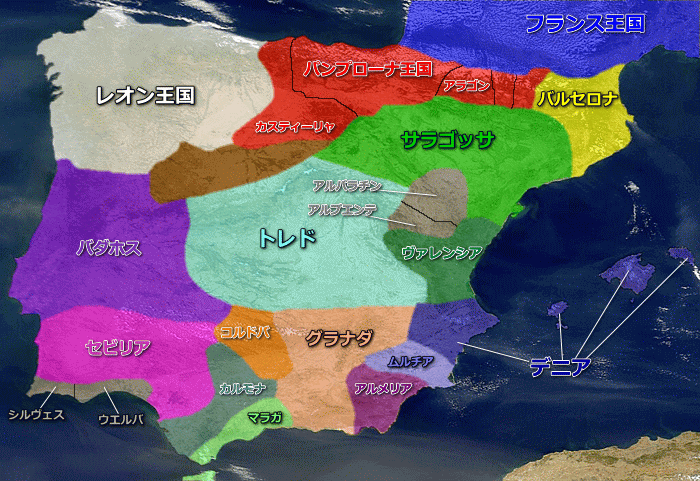
1031年のイベリア半島の状況

後ウマイヤ朝からの圧力が減退したため、イベリア北部ではキリスト教勢力の再編が起こっていた。ナバラ王サンチョ・ガルセス3世は、レオン王国を攻めて一挙に勢力を拡大し、さらにカスティーリャ伯領から后を迎えた。1029年にカスティーリャ伯のガルシア・サンチェスが暗殺されると、カスティーリャをナバラ王国に併合した。1035年、サンチョ・ガルセス3世は死亡し、遺領は分割相続された。ナバラは長男のガルシア・サンチェス3世、カスティーリャは次男のフェルナンド1世、ソブラルベ伯領は三男のゴンサロ、アラゴンは庶子のラミロ1世に与えられた。この時、カスティーリャ、アラゴンは王号を称し、それぞれカスティーリャ王国、アラゴン王国となった。
1037年、フェルナンド1世はレオン王国を併合し、カスティーリャ・レオン連合王国を建国した。1065年、フェルナンド1世はバレンシア遠征の途上で病死、カスティーリャ・レオン連合王国もまた分割相続され、カスティーリャは長男のサンチョ2世、レオンは次男のアルフォンソ6世、ガリシアは三男のガルシアに与えられた。
しかし、間もなく兄弟は分割された遺領を独占するために争い始めた。この時、サンチョ2世の部下にエル・シッドとして後に知られるロドリーゴ・ディアスがいた。アルフォンソ6世は1071年にガルシアを撃破したが、1072年にはサンチョ2世に敗れてトレドへ逃亡した。当時のトレドはタイファのトレド王国の首都であったが、国王のアル・マムーンはアルフォンソを迎え入れた。彼はトレドでイスラムの先進的な知識を学んだ。同年、サンチョ2世が暗殺（アルフォンソが黒幕とされている）されると、アルフォンソはカスティーリャに帰還し、直ちにレオンに侵攻、さらにガリシアを併合し、カスティーリャ・レオン連合王国を再統合した。1076年、ナバラ王のサンチョ・ガルセス4世が暗殺されると、アルフォンソはナバラへ侵攻した。しかし、機先を制したアラゴン王国によってナバラ王国は継承された。
その後、アルフォンソ6世は南方のタイファ諸国へ攻撃をかけた。ただし征服はせず、主としてタイファ諸国から貢納を引き出す方法を選択した。1080年、トレドで国王のカーディルが追放され、バダホス王国のムタワッキルがトレドの支配権を握った。アルフォンソはカーディルを保護し、彼を復位させるために南下した。同年4月、アルフォンソはムタワッキルを追い、カーディルを復位させた。しかし、トレド王国内の反カーディル派は、サラゴサ王国やセビリア王国を引き込んでアルフォンソに対抗させた。アルフォンソは戦いを優勢に進め、1085年にトレドを陥落させた。続く1086年にはバレンシアを制圧し、「2つの宗教の皇帝」を自称した（キリスト・イスラムの皇帝の意。あるいはユダヤ教を加えて3つとも）。

### ムラービト朝の上陸とタイファ諸国の併合
1056年、北アフリカのモーリタニアでムラービト朝が建国された。やがて北上を開始したムラービト朝は、1084年にはモロッコ、ガーナ王国を支配下に置いていた。1086年、セビリア、グラナダ、バダホスのタイファ諸国は、急速に勢力を拡大するアルフォンソ6世に対抗するため、揃ってムラービト朝に支援を要請した。ムラービト朝の君主ユースフ・イブン・ターシュフィーンはこれに応え、同年6月30日、自ら軍を率いて上陸した。ムラービト軍はタイファ諸国の軍と合流し、アルフォンソ6世の包囲下にあるサラゴサへ向かった。同年10月23日、サラカの戦い（サグラハスの戦い）でムラービト朝を中心とする連合軍はカスティーリャ軍に壊滅的打撃を与えた。アルフォンソ6世の威勢は失墜し、タイファ諸国はカスティーリャへの貢納を停止した。
カスティーリャを破ったムラービト軍はモロッコへ帰還した。するとカスティーリャは戦力を再編し、まもなく南方への攻勢を再開した。再びムラービト朝に救援要請が届けられた。1089年、ユースフは2度目のイベリア上陸を果たし、翌1090年にはトレドを包囲した。しかしこの時、タイファ諸国はムラービト軍を積極的に支援しなかった。彼らはベルベル系の王朝であるムラービト朝が、アラブ系であるタイファ諸国を脅かすのではないかと警戒していた。さらにタイファ諸国は密かにカスティーリャとの講和を準備していた。この不誠実な対応に激怒したユースフはイベリアから撤退した。翌1091年、ユースフはタイファ諸国を征服するため、3度目のイベリア上陸を果たした。
上陸したその年にコルドバとセビリアを占領したのを皮切りに、1094年にリスボンを制圧、1102年にはエル・シッド亡き後のバレンシアを獲得した。1107年、ユースフが死亡し、アリー・イブン・ユースフが即位したが、ムラービト朝の勢いは止まらなかった。この間、アルフォンソ6世はなんら有効な手を打てなかった。それどころか、1108年にウクレスの戦いで一人息子のサンチョを失った。1110年、ムラービト朝はサラゴサを占領し、南部イベリアを統一した。

### アラゴン王国の興隆とポルトガルの建国
1035年に誕生したアラゴン王国だったが、西方のナバラ、カスティーリャ、南方のサラゴサ、東方のカタルーニャという強力な勢力が周囲を取り巻いていたため、領土の拡張は困難だった。1076年、ナバラ王サンチョ・ガルセス4世が暗殺された。継承権を有していたアラゴンとカスティーリャはナバラへ侵攻し、先にパンプローナへ到着したアラゴンのサンチョ・ラミレスがナバラ王となった。強固な地盤を得たアラゴンは、南方への侵攻を開始した。1104年にアルフォンソ1世（武人王）が即位すると、アラゴンの攻勢はより積極的になり、1118年にはムラービト朝からサラゴサを攻略した。これによって、エブロ川中流域はアラゴン王国の勢力圏となった。この一連のアラゴンの興隆には、フランスやドイツからやってきた十字軍騎士たちが貢献したとされている（これはカスティーリャも同様である）。
1134年、アルフォンソ1世が亡くなり、ナバラはガルシア6世に、アラゴンはラミロ2世に分割相続された。1137年、ラミロ2世は娘のペトロニラに王位を譲り、ペトロニラの夫のバルセロナ伯ラモン・バランゲー4世にアラゴンの統治を委ねて、自身は政治から身を引いた。ここにおいてアラゴンとカタルーニャは連合し、カタルーニャ＝アラゴン連合王国が成立した。

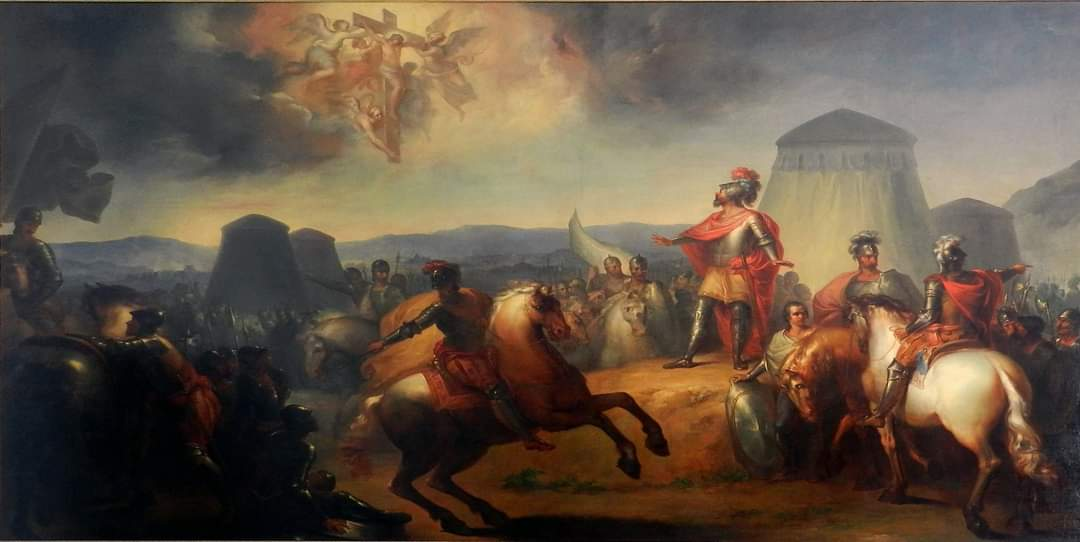
1139年、オーリッケの戦い

この頃、レコンキスタの一方の主役となるポルトガル王国が建国された。11世紀中葉、コインブラ以北はレオン王国（カスティーリャ＝レオン連合王国）の支配下にあった。1094年、アルフォンソ6世の娘婿でフランス王家カペー家支族であるブルゴーニュ公家のアンリ・ド・ブルゴーニュ（エンリケ・デ・ボルゴーニャ）がポルトゥカーレ伯に封じられた。アンリの子アフォンソ・エンリケスは、レオン王国からの独立を画策していた。1139年、オーリッケの戦いでムラービト軍に勝利したアフォンソは、これを機に独立を宣言し、自らはアフォンソ1世と称した。当初は独立に反対していたレオン王国だったが、ローマ教皇の口添えもあり、1143年にこれを承認、ポルトガル王国が誕生した。1147年、アフォンソ1世はリスボンを陥落させ、一挙に版図を拡大した。

### アルフォンソ7世の分裂策とムラービト朝の滅亡
1126年、アルフォンソ7世がカスティーリャ王に即位した。アルフォンソは南方への侵攻を続けるとともに、イスラム勢力が分裂するように仕向けた。この頃、イベリア南部ではムラービト朝に対する反乱が続発していた。従来のようなキリスト教徒の反乱はもちろんのこと、アラブ系ムスリムの反乱も多かった。支配階級であるベルベル人およびアフリカ系ムスリムに対する反発と、厳格な統治への不満が主な原因とされている。アル・アンダルスには、旧タイファ諸国の復活を望む王族や遺臣が多数存在していたため、アルフォンソは彼らを援助し、次々とムラービト朝に対して反旗を翻させた。
一時はイベリア半島の過半を制圧したムラービト朝であったが、その全盛期は短かった。1121年、マフディーを自称するイブン・トゥーマルトがモロッコで反乱を起こした。彼に付き従う者たちは「ムワッヒド」と称して勢力を拡大し、やがてムラービト朝へ攻撃を開始した。モロッコとイベリア半島の反乱を抑えきれなくなったムラービト朝は、内部から崩壊していった。1147年には首都マラケシュがムワッヒドによって陥落、ムラービト朝は滅亡し、ムワッヒド朝（アルモハード朝）が興った。
ムラービト朝の崩壊にともなって、イベリア南部では複数の独立勢力が誕生、タイファ時代の再来かと思われたが、分裂は長続きしなかった。北部のキリスト教勢力との国力差を理解しているイスラム諸勢力が、ムワッヒド朝に臣従を申し入れたからである。ムラービト朝の転覆までアルフォンソ7世の支援に頼っていたムスリム勢力も、一部を除いて早々にムワッヒド朝の支配下に入った。こうして、イベリア半島南部はムワッヒド朝の版図に組み込まれ、キリスト教勢力と対峙することとなった。

### 教皇の呼びかけとラス・ナバス・デ・トロサの戦い
12世紀後半まで、キリスト教諸国とムワッヒド朝の戦いはほぼ互角といえた。キリスト教諸国はそれぞれの勢力拡張に重点を置き、統一戦線を張って戦おうとはしなかった。ムワッヒド朝も、本拠地が北アフリカであることから東方への拡張を主眼としており、イベリア半島にはそれほど戦力を割いていなかった。このような両勢力の事情から、決定的な局面はなかなか訪れなかった。
しかし、1184年にヤアクーブ・マンスールが即位すると、ムワッヒド朝は積極策に転じた。1195年、アラルコスの戦いでカスティーリャ王アルフォンソ8世の軍を破り、1197年にはマドリード、トレドを攻撃し、キリスト教勢力を圧迫した。イベリア半島の状勢はムワッヒド朝に有利に傾き、キリスト教勢力は危機感を抱いた。
きっかけは、1198年に選出されたローマ教皇インノケンティウス3世によってもたらされた。カトリックの威信の発揚とイスラームの撃退を目指した新教皇は、キリスト教諸国間の争いを停止し、対ムスリムで結束するように呼びかけたのである。これに応えて、ヨーロッパでは第4回十字軍が結成された。イベリア半島でも、アルフォンソ8世を中心としたキリスト教連合軍が結成されることになった。ピレネー山脈を越えて多くの十字軍騎士が来援し、アルフォンソ8世の軍勢は急速に膨れ上がった。ポルトガルやレオンから兵が派遣され、ナバラ王サンチョ7世、アラゴン王ペドロ2世は自ら軍を率いて合流した。連合軍は総数6万を超えた。

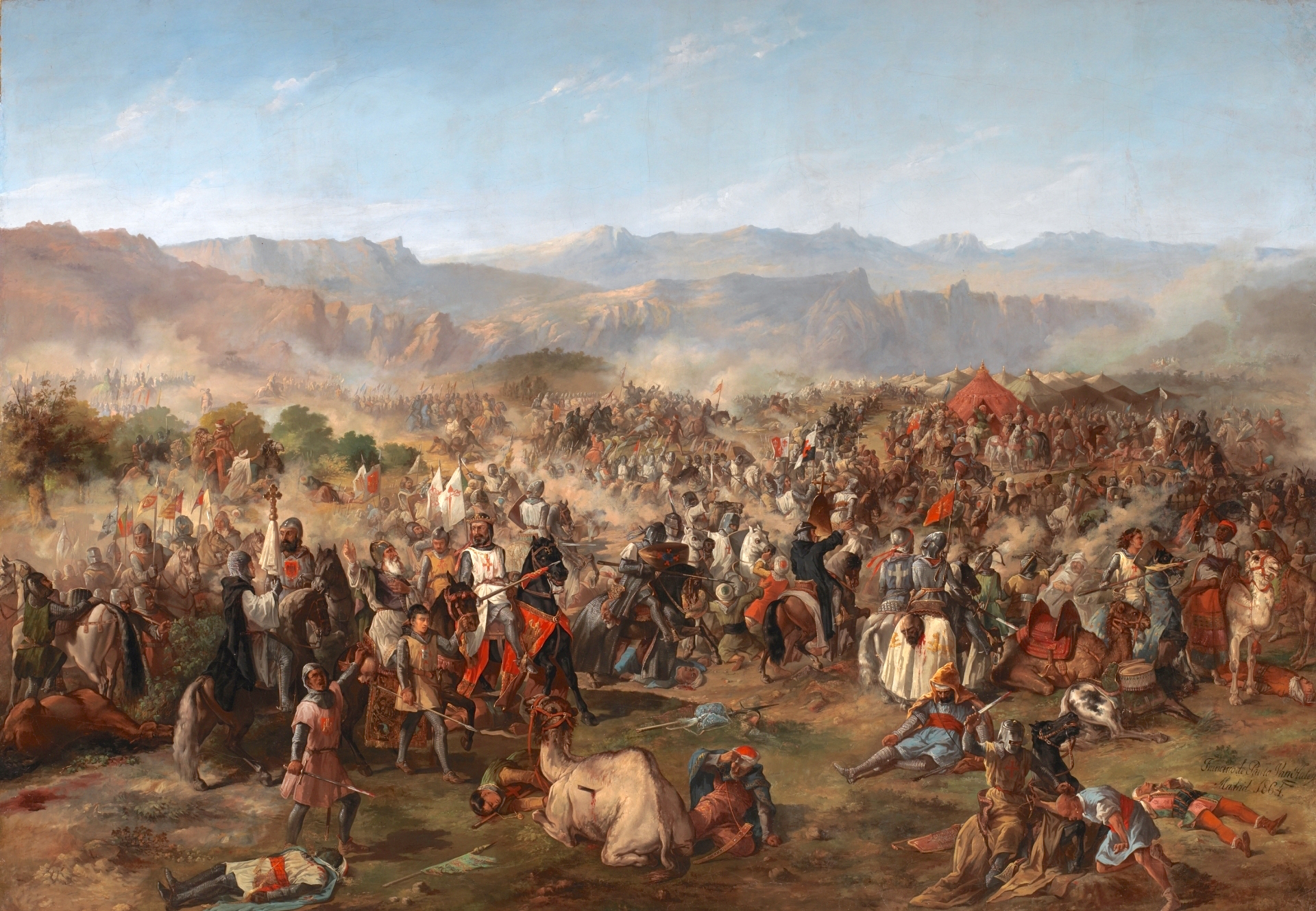
1212年、ラス・ナバス・デ・トロサの戦い

1212年7月16日、現アンダルシア州北部のナバス・デ・トロサで、アルフォンソ8世率いるキリスト教連合軍約5万と、ムハンマド・ナースィル率いるムワッヒド朝軍約12万が激突した（双方の兵力は諸説ある）。ラス・ナバス・デ・トロサの戦いはキリスト教連合軍の勝利に終わり、ムワッヒド軍は6万以上（10万以上とも）の死者を出したと伝えられている。これによって、ムワッヒド朝のイベリア半島における軍事力は大きく減退した。
しかし、キリスト教勢力はこの勝利を十分に活用することができなかった。カスティーリャとアラゴンは戦いの直後に王が死去し、後継者争いで内乱の一歩手前の状態になった。レオンとポルトガルは勢力拡大に乗り出したが、単独で勝利できるほどにはムワッヒド朝軍は弱体化しておらず、目立った戦果を上げることはできなかった。結局、各国が体勢を立て直して再度の反攻に出るまでに10年が費やされた。

### ムワッヒド朝の衰退とイベリア南部の征服
ラス・ナバス・デ・トロサの敗戦の後、ムワッヒド朝はゆるやかに衰退を始めた。1224年、ユースフ2世が死去すると、後継者争いが勃発、3人のカリフが擁立され、内乱状態に突入した。同じ頃、モロッコでもベルベル人による反乱が発生していた。これらが原因となり、間もなくムワッヒド朝はイベリアにおける支配力を喪失し、群小国が林立するようになった。キリスト教勢力はこの混乱を好機と見て、南方への侵攻を再開した。
1230年、レオン王国とポルトガル王国は協同してイベリア南西部に侵攻し、レオンはメリダ、バダホスを攻略、ポルトガルはエルヴァスを占領した。ポルトガルはさらにアラゴン王国と協同し、バレアレス諸島を攻撃、1235年までにこれを制圧し、獲得した諸島は両国で分割された。同年末、レオン王アルフォンソ9世が没すると、その息子のカスティーリャ王フェルナンド3世がレオン王国を継承、両国は統合され、以降は単にカスティーリャ王国とのみ呼ばれるようになった。
版図を倍化させたカスティーリャ王国は攻勢を強化し、1233年にウベダを攻略、1236年6月29日にコルドバを占領した。1243年初頭、ムルシアがカスティーリャに降伏し、夏までにカルタヘナ、ロルカを攻略した。一方、アラゴンは1238年にバレンシアを制圧し、1248年にはハティバを攻略した。この時点でグラナダ以東は、全てキリスト教勢力のものとなった。カスティーリャとアラゴンは征服地の分割に関する協定（アルミスラ条約）を結び、それぞれの分け前を受け取った。
1246年、カスティーリャはセビリアを攻囲した。セビリアは2年間にわたる攻囲戦を戦い、1248年11月23日に開城した。セビリアを制圧したカスティーリャはさらに南下し、1251年までにジブラルタル海峡に達した。この時点で、グラナダのナスル朝を除き、ムスリム勢力はイベリア半島から消滅していた。そして、ナスル朝はカスティーリャに臣従を誓っていた。敵対的ムスリム勢力をイベリア半島から排除するのがレコンキスタの目的であるならば、事実上この時点でレコンキスタは終了していた。

### ナスル朝の建国とその生存戦略
1230年頃、ムハンマド・イブン・ユースフ・イブン・ナスルがアルホーナで蜂起し、ナスル朝を建国した。ナスル朝は1235年にグラナダを攻略し、1238年に遷都した。このためグラナダ王国とも言う。グラナダはシエラネバダ山脈の天険を最大の防御としており、キリスト教勢力も容易にこれを突破することはできなかった。
彼らの生存戦略は巧妙な外交によるもので、常に最適な同盟（あるいは臣従）の相手を選択した。1246年からのセビリア攻囲に、ナスル朝はカスティーリャの指揮下で参加した。1264年、カスティーリャの圧力が強まると、北アフリカのマリーン朝を引き込んでこれに対抗させた。こうした巧みな立ち回りと地理的優勢によって、ナスル朝はイベリアにおける最後のムスリム勢力として1492年まで存続した。
グラナダには、キリスト教徒に追われた多くのムスリムやユダヤ人が移り住み、彼らの貢献によって経済的にも文化的にも繁栄した。イベリア・イスラーム建築の精華ともいえる世界遺産のアルハンブラ宮殿は、ナスル朝の統治下でおおむね現在の形となった。

## 終焉
13世紀半ばにはムスリム勢力はグラナダに残るのみとなったが、キリスト教勢力の内部不一致などやグラナダの難攻不落のため、陥落するのは1492年までかかった。

### キリスト教勢力の分裂とマリーン朝との戦い
ナスル朝が約250年にわたって存続した理由は、彼ら自身の生存戦略はもちろんのこと、敵対者であるキリスト教勢力が分裂していたのも大きな原因とされている。カタルーニャ＝アラゴンはバレンシアとバレアレス諸島を制圧したことによって、地中海への進出を狙うようになった。大西洋に開けたポルトガル王国は、海洋立国を目指してアフリカや北海方面へ乗り出していた。ナバーラ王国はそもそもイスラム勢力と隣接しておらず、カスティーリャとアラゴンの間で生き残りに必死だった。つまり、この時点でナスル朝と本気で対峙していたのはカスティーリャ王国だけだった。
そのカスティーリャにしたところで、決して他を圧するほど強大な存在ではなかった。1212年から1251年の間に、カスティーリャの版図はほぼ倍増していたが、このために国内の統治は困難になっていた。また、この時代の王権はそれほど強固ではなく、レオンやトレド、コルドバといった旧王国が大きな発言力を有していたため、政治的に分裂しやすかった。つまるところ、カスティーリャ王国とは、1人の王の下に統一された王国ではなく、諸国家の連合体にすぎなかった。国内の政治的不統一は、後継者争いや権力争いと容易に結びつき、カスティーリャでは内紛が絶えなかった。
1260年、カスティーリャの視線はグラナダではなく北アフリカに向いていた。カスティーリャ王アルフォンソ10世はムワッヒド朝の弱体化を好機と見て、ジブラルタル海峡を渡りモロッコへ侵攻した。同じ頃、北アフリカではマリーン朝が勢力を拡大しつつあった。両者に挟撃される形になったムワッヒド朝は急激に衰退し、1269年、マリーン朝によって首都マラケシュを占拠されて滅亡した。これによって、カスティーリャとマリーン朝は直接対峙することとなった。1275年、マリーン朝はイベリア半島に逆侵攻し、戦線は北アフリカとイベリアの両方に広がった。両者の戦いは14世紀半ばまで慢性的に続き、最終的にはマリーン朝の内紛もあって、カスティーリャの優勢下で終わった。マリーン朝による侵攻は、ムスリム勢力による最後のイベリア侵攻となった。

### カスティーリャの内乱からカトリック両王の治世へ
|             |             |             |             |             |             |             |             | アルフォンソ11世 |              |              |              |              |              |             |             |        |        |                                |                                |                                |                                |                                |                                |                    |                    |                    |                    |                    |                    |  |  |  |  |  |  |  |  |
|             |             |             |             |             |             |             |             |                  |              |              |              |              |              |             |             |        |        |                                |                                |                                |                                |                                |                                |                    |                    |                    |                    |                    |                    |  |  |  |  |  |  |  |  |
|             |             |             |             |             |             |             |             |                  |              |              |              |              |              |             |             |        |        |                                |                                |                                |                                |                                |                                |                    |                    |                    |                    |                    |                    |  |  |  |  |  |  |  |  |
| エンリケ2世 | エンリケ2世 | エンリケ2世 | エンリケ2世 | エンリケ2世 | エンリケ2世 |             |             | ペドロ1世        | ペドロ1世    | ペドロ1世    | ペドロ1世    | ペドロ1世    | ペドロ1世    |             |             |        |        |                                |                                |                                |                                |                                |                                |                    |                    |                    |                    |                    |                    |  |  |  |  |  |  |  |  |
| エンリケ2世 | エンリケ2世 | エンリケ2世 | エンリケ2世 | エンリケ2世 | エンリケ2世 |             |             | ペドロ1世        | ペドロ1世    | ペドロ1世    | ペドロ1世    | ペドロ1世    | ペドロ1世    |             |             |        |        |                                |                                |                                |                                |                                |                                |                    |                    |                    |                    |                    |                    |  |  |  |  |  |  |  |  |
| フアン1世   | フアン1世   | フアン1世   | フアン1世   | フアン1世   | フアン1世   |             |             | コンスタンサ     | コンスタンサ | コンスタンサ | コンスタンサ | コンスタンサ | コンスタンサ |             |             |        |        |                                |                                |                                |                                |                                |                                |                    |                    |                    |                    |                    |                    |  |  |  |  |  |  |  |  |
| フアン1世   | フアン1世   | フアン1世   | フアン1世   | フアン1世   | フアン1世   |             |             | コンスタンサ     | コンスタンサ | コンスタンサ | コンスタンサ | コンスタンサ | コンスタンサ |             |             |        |        |                                |                                |                                |                                |                                |                                |                    |                    |                    |                    |                    |                    |  |  |  |  |  |  |  |  |
|             |             |             |             |             |             |             |             |                  |              |              |              |              |              |             |             |        |        |                                |                                |                                |                                |                                |                                |                    |                    |                    |                    |                    |                    |  |  |  |  |  |  |  |  |
| エンリケ3世 | エンリケ3世 | エンリケ3世 | エンリケ3世 | エンリケ3世 | エンリケ3世 |             |             | カタリナ         | カタリナ     | カタリナ     | カタリナ     | カタリナ     | カタリナ     |             |             |        |        | （アラゴン王） フェルナンド1世 | （アラゴン王） フェルナンド1世 | （アラゴン王） フェルナンド1世 | （アラゴン王） フェルナンド1世 | （アラゴン王） フェルナンド1世 | （アラゴン王） フェルナンド1世 |                    |                    |                    |                    |                    |                    |  |  |  |  |  |  |  |  |
| エンリケ3世 | エンリケ3世 | エンリケ3世 | エンリケ3世 | エンリケ3世 | エンリケ3世 |             |             | カタリナ         | カタリナ     | カタリナ     | カタリナ     | カタリナ     | カタリナ     |             |             |        |        | （アラゴン王） フェルナンド1世 | （アラゴン王） フェルナンド1世 | （アラゴン王） フェルナンド1世 | （アラゴン王） フェルナンド1世 | （アラゴン王） フェルナンド1世 | （アラゴン王） フェルナンド1世 |                    |                    |                    |                    |                    |                    |  |  |  |  |  |  |  |  |
|             |             |             |             |             |             |             |             |                  |              |              |              |              |              |             |             |        |        |                                |                                |                                |                                |                                |                                |                    |                    |                    |                    |                    |                    |  |  |  |  |  |  |  |  |
|             |             |             |             | フアン2世   | フアン2世   | フアン2世   | フアン2世   | フアン2世        | フアン2世    |              |              |              |              |             |             |        |        | （アラゴン王） フアン2世       | （アラゴン王） フアン2世       | （アラゴン王） フアン2世       | （アラゴン王） フアン2世       | （アラゴン王） フアン2世       | （アラゴン王） フアン2世       |                    |                    |                    |                    |                    |                    |  |  |  |  |  |  |  |  |
|             |             |             |             | フアン2世   | フアン2世   | フアン2世   | フアン2世   | フアン2世        | フアン2世    |              |              |              |              |             |             |        |        | （アラゴン王） フアン2世       | （アラゴン王） フアン2世       | （アラゴン王） フアン2世       | （アラゴン王） フアン2世       | （アラゴン王） フアン2世       | （アラゴン王） フアン2世       |                    |                    |                    |                    |                    |                    |  |  |  |  |  |  |  |  |
|             |             |             |             |             |             |             |             |                  |              |              |              |              |              |             |             |        |        |                                |                                |                                |                                |                                |                                |                    |                    |                    |                    |                    |                    |  |  |  |  |  |  |  |  |
|             |             |             |             | エンリケ4世 | エンリケ4世 | エンリケ4世 | エンリケ4世 | エンリケ4世      | エンリケ4世  | イサベル1世  | イサベル1世  | イサベル1世  | イサベル1世  | イサベル1世 | イサベル1世 |        |        | フェルナンド5世                | フェルナンド5世                | フェルナンド5世                | フェルナンド5世                | フェルナンド5世                | フェルナンド5世                | （ハプスブルク家） | （ハプスブルク家） | （ハプスブルク家） | （ハプスブルク家） | （ハプスブルク家） | （ハプスブルク家） |  |  |  |  |  |  |  |  |
|             |             |             |             | エンリケ4世 | エンリケ4世 | エンリケ4世 | エンリケ4世 | エンリケ4世      | エンリケ4世  | イサベル1世  | イサベル1世  | イサベル1世  | イサベル1世  | イサベル1世 | イサベル1世 |        |        | フェルナンド5世                | フェルナンド5世                | フェルナンド5世                | フェルナンド5世                | フェルナンド5世                | フェルナンド5世                | （ハプスブルク家） | （ハプスブルク家） | （ハプスブルク家） | （ハプスブルク家） | （ハプスブルク家） | （ハプスブルク家） |  |  |  |  |  |  |  |  |
|             |             |             |             |             |             |             |             |                  |              |              |              |              |              |             |             |        |        |                                |                                |                                |                                |                                |                                |                    |                    |                    |                    |                    |                    |  |  |  |  |  |  |  |  |
|             |             |             |             | フアナ      | フアナ      | フアナ      | フアナ      | フアナ           | フアナ       |              |              |              |              | フアナ      | フアナ      | フアナ | フアナ | フアナ                         | フアナ                         |                                |                                |                                |                                | フェリペ1世        | フェリペ1世        | フェリペ1世        | フェリペ1世        | フェリペ1世        | フェリペ1世        |  |  |  |  |  |  |  |  |
|             |             |             |             | フアナ      | フアナ      | フアナ      | フアナ      | フアナ           | フアナ       |              |              |              |              | フアナ      | フアナ      | フアナ | フアナ | フアナ                         | フアナ                         |                                |                                |                                |                                | フェリペ1世        | フェリペ1世        | フェリペ1世        | フェリペ1世        | フェリペ1世        | フェリペ1世        |  |  |  |  |  |  |  |  |
|             |             |             |             |             |             |             |             |                  |              |              |              |              |              |             |             |        |        |                                |                                |                                |                                |                                |                                |                    |                    |                    |                    |                    |                    |  |  |  |  |  |  |  |  |
|             |             |             |             |             |             |             |             |                  |              |              |              |              |              |             |             |        |        | （アブスブルゴ朝）             |                                |                                |                                |                                |                                |                    |                    |                    |                    |                    |                    |  |  |  |  |  |  |  |  |

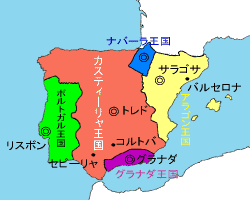
1474年、イサベル1世が即位した当時のイベリア半島の状況

1350年に即位したペドロ1世が、王権の強化を狙って継承権を持つ親族の排除を開始したため、カスティーリャは内乱（第一次カスティーリャ継承戦争）に突入した。
先王の庶子トラスタマラ伯エンリケは、アラゴン王国の支援を得て異母弟のペドロ1世に対抗した。この頃、ヨーロッパでは百年戦争が進行中であり、両者とも支援を求めてフランスやイングランドに接触したため、国外勢力が多数流れ込み、必然的に内乱は激化した。1369年、エンリケはペドロ1世を敗死させ、エンリケ2世として王位を簒奪した。これによって、カスティーリャ王国の王統はトラスタマラ朝に交代した。1388年に至りバイヨンヌ条約に基づくペドロ1世の孫カタリナが継承権を放棄し、エンリケ2世の孫エンリケ3世と婚姻することにより、王朝の和合が図られた。
1474年、イサベル1世がカスティーリャ女王に即位した。彼女の夫はアラゴン王太子ジローナ公フェルナンドで、共同統治王としてフェルナンド5世と称される（カトリック両王）。1479年、フェルナンドはフェルナンド2世としてアラゴン王に即位。

### グラナダ陥落

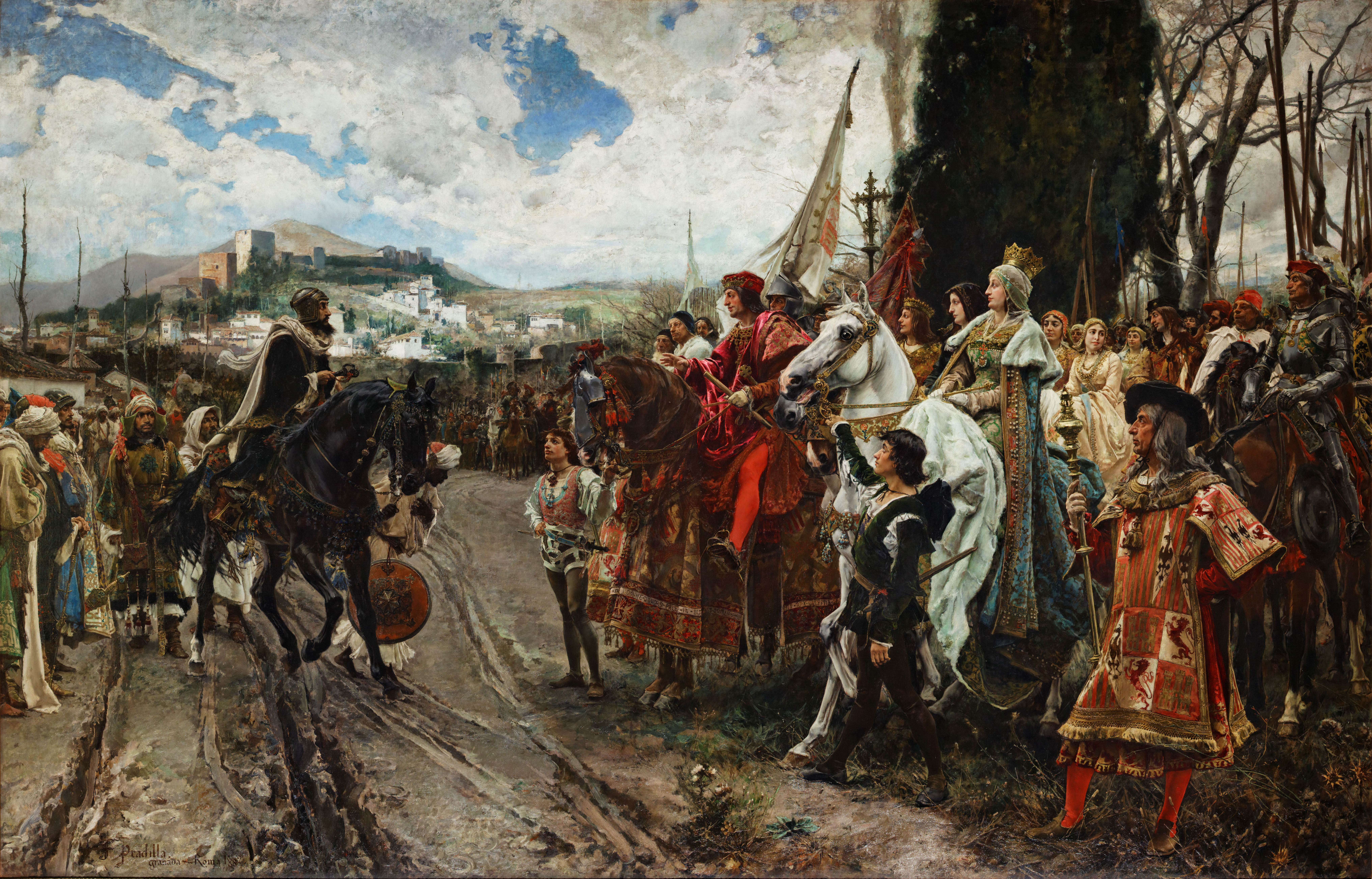
『グラナダの降伏』。1492年のグラナダ陥落を描いた油絵。中央の馬に乗った赤い人物がフェルナンド5世。左手に描かれているボアブディル王が下馬の礼を取ろうとするが、それをフェルナンドが制している。 19世紀ごろ、フランシスコ・プラディーリャ・オルティス作 。

1482年、グラナダで内乱が発生した。これを好機と見て、カスティーリャはグラナダへの侵攻を開始した。1486年までにグラナダの西半分を制圧、1489年までには残りの東半分も制圧した。1490年、カスティーリャはムスリム勢力最後の拠点グラナダを包囲した。グラナダは2年間にわたる攻囲戦を戦い、その間にカスティーリャは軍事拠点としてサンタ・フェを建設した。1492年1月2日、アルハンブラ宮殿が陥落し、ナスル朝は滅亡、レコンキスタはここに終結した。
その後、血の純潔規定などのキリスト教純化政策をとったフェルナンド5世はユダヤ人などの異教徒を追放したが、その結果としてスペインの凋落を招くこととなる。

## 現代
ユダヤ人の豊かな資金を奪うため、当時のスペイン人は、ユダヤ人の財産を没収して追放した。2014年のスペインでは、当時スペインから追放されたユダヤ教徒の子孫に市民権を与えるとの法案が出されている。スペイン政府は「歴史の誤りを正す」と主張しているが、イスラエルなどでは、追放した時と同様、ユダヤ人のお金に目をつけての政策だとの皮肉な論評も出ている。また、イスラム教徒からも、自分たちに加えられた不正も正されるべきとの声が出ている。

## 年表
| 年   | 出来事 |
| ---- | --- |
| 711  | ウマイヤ朝がイベリア半島に上陸、グアダレーテ河畔の戦いに勝利し、西ゴート国王ロドリーゴは敗死、王国滅亡                                                        |
| 718  | ペラヨがアストゥリアス王国を建国 |
| 722  | コバドンガの戦いでペラヨがムスリム勢力に対して初勝利 |
| 732  | トゥール・ポワティエ間の戦いでフランク王国がウマイヤ朝を破り、ムスリム勢力のピレネー以北への進出を阻止                                                        |
| 750  | ウマイヤ朝が滅亡し、アッバース朝が興る |
| 751  | フランク王国がメロヴィング朝からカロリング朝へ交替 |
| 756  | アブド・アッラフマーン1世がコルドバで後ウマイヤ朝を建国 |
| 778  | フランク王国のカール大帝がピレネーを南下するが撤退。ロンスヴォーの戦いが起きる。後ウマイヤ朝がパンプローナを攻略                                              |
| 801  | フランク王国がバルセロナを攻略 |
| 805  | アスナール・ガリンド1世がハカを中心にアラゴン伯領を建国 |
| 824  | イニゴ・アリスタがパンプローナを中心にナバーラ王国を建国 |
| 905  | サンチョ1世がナバーラ王国とアラゴン伯領を統合 |
| 914  | アストゥリアス王国がレオンに遷都し、レオン王国が成立 |
| 929  | 後ウマイヤ朝のアブド・アッラフマーン3世がカリフを自称 |
| 932  | カスティーリャ伯領の創設 |
| 939  | シマンカスの戦いでキリスト教国連合軍が後ウマイヤ軍を破る |
| 976  | 後ウマイヤ朝でヒシャーム2世が即位、ムハンマド・イブン・アビー・アーミル（マンスール）が台頭                                                                   |
| 1008 | コルドバでクーデターが発生。ヒシャーム2世が廃され、後ウマイヤ朝は内乱に突入                                                                                   |
| 1029 | ナバーラ王サンチョ・ガルセス3世がカスティーリャ伯領を併合 |
| 1031 | 後ウマイヤ朝滅亡、タイファ時代に |
| 1035 | サンチョ・ガルセス3世が亡くなり、遺領が分割相続される。カスティーリャ王国、アラゴン王国の建国                                                                 |
| 1037 | カスティーリャ王フェルナンド2世がレオン王国を併合し、カスティーリャ・レオン連合王国が成立                                                                     |
| 1065 | フェルナンド2世が亡くなる。カスティーリャ・レオン連合王国の分割相続                                                                                           |
| 1072 | カスティーリャ王サンチョ2世の暗殺。アルフォンソ6世が復位し、カスティーリャ・レオン連合王国を再統合                                                            |
| 1076 | ナバーラ王サンチョ・ガルセス4世の暗殺。アラゴン王サンチョ・ラミレスがナバーラ王国を継承                                                                       |
| 1085 | アルフォンソ6世がトレドを陥落 |
| 1086 | ムラービト朝がイベリア半島に上陸、サラカの戦いでカスティーリャ王国を破る                                                                                      |
| 1091 | ムラービト朝がタイファ諸国の併合を開始。1110年までに南部イベリアを統一                                                                                        |
| 1118 | アラゴン王アルフォンソ1世がサラゴサを攻略 |
| 1134 | カタルーニャ・アラゴン連合王国が成立 |
| 1139 | オーリッケの戦いでポルトゥカーレ伯アフォンソ・エンリケスがムラービト朝を破る。ポルトガル王国の独立を宣言し、アフォンソ1世を称する（1143年、レオン王国が承認） |
| 1147 | ムラービト朝が滅亡し、ムワッヒド朝が興る |
| 1198 | ローマ教皇インノケンティウス3世がキリスト教諸国に交戦停止と対イスラーム統一戦線を呼びかける                                                                   |
| 1212 | ラス・ナバス・デ・トロサの戦いでキリスト教国連合軍がムワッヒド朝軍を破る                                                                                      |
| 1224 | ユースフ2世が亡くなり、ムワッヒド朝は内乱に突入 |
| 1230 | レオン王国がバダホス、メリダを攻略、ポルトガル王国はエルヴァスを攻略し、アラゴン王国とポルトガル王国はバレアレス諸島を攻撃（1235年までに制圧）                |
| 1230 | レオン王アルフォンソ9世が亡くなり、カスティーリャ王フェルナンド3世がレオンを継承、両国を統合                                                                  |
| 1235 | ナスル朝がグラナダを攻略（1238年に遷都） |
| 1236 | カスティーリャ王国がコルドバを攻略 |
| 1238 | アラゴン王国がバレンシアを制圧 |
| 1248 | カスティーリャ王国がセビリアを占領 |
| 1251 | ムスリム勢力がナスル朝（グラナダ王国）のみに |
| 1260 | カスティーリャ王国がアフリカへの侵攻を開始 |
| 1269 | マリーン朝がマラケシュ占領。ムワッヒド朝が滅亡 |
| 1275 | マリーン朝がイベリア半島へ侵攻を開始 |
| 1350 | ペドロ1世がカスティーリャ王に即位、第一次カスティーリャ継承戦争の勃発                                                                                         |
| 1369 | エンリケ2世がペドロ1世を排除してカスティーリャ王に即位、トラスタマラ朝に王統が交代                                                                            |
| 1469 | アラゴン王太子フェルナンドとカスティーリャ王女イサベルが結婚                                                                                                  |
| 1474 | イサベル1世がカスティーリャ女王に即位 |
| 1479 | フェルナンド2世がアラゴン王に即位、スペイン王国が誕生 |
| 1492 | グラナダ陥落しナスル朝滅亡。レコンキスタの終結 |

### 関係王国史
- スペインの歴史
- ポルトガルの歴史
- カスティーリャ王国
- アラゴン王国
- 後ウマイヤ朝
- ムラービト朝
- ムワッヒド朝
- ナスル朝
- グラナダ王国
- モサラベ

### 文化・芸術
- ローランの歌
- エル・シッド
- わがシッドの歌
- アルハンブラ宮殿

### その他
- 十字軍
- 大航海時代